# The Rendezvous - Profezia mortale
The Rendezvous - Profezia mortale (The Rendezvous) è un film del 2016 diretto da Amin Matalqa con sceneggiatura di Terrel Seltzer. È basato sul romanzo A New Song di Sarah Isaias.

## Trama
La dottoressa americana Rachel Rozman, di origine (e di religione) ebraica, viene chiamata in Giordania per l'identificazione del fratello David ucciso in circostanze misteriose. Non rassegnatasi ai rifiuti d'aiuto da parte delle autorità, prova a coinvolgere il riluttante Jake Al-Shadi, un agente del dipartimento governativo americano di origini arabe e di religione islamica. I due scoprono che David è stato ucciso per una pergamena contenente una profezia mortale, mai ritrovata e che nessuno sa dove sia. Da quel momento saranno braccati da: una piccola setta di fanatici religiosi cristiani capitanata da Lisbeth; poliziotti del governo; Beltran Reyes, amico di David. Trovata la pergamena, grazie ad un'incisione cutanea sul corpo di David che non simboleggiava un fiume ma i lineamenti dei suoi due gatti, Rachel fugge sopra il tempio di El Khasneh al Faroun, ma verrà raggiunta prima da Beltran, poi da Jake e infine da Lisbeth. Durante un paio di colluttazioni, la pergamena cade, Lisbeth nel tentativo di prenderla cade a sua volta morendo e Beltran, dopo aver confessato l'assassinio di David, cade anche lui ucciso da Jake, ferito dalla colluttazione con Beltran. Nell'ultima scena, Rachel e Jake tornati in America si baciano appassionatamente.